# Gena Rowlands

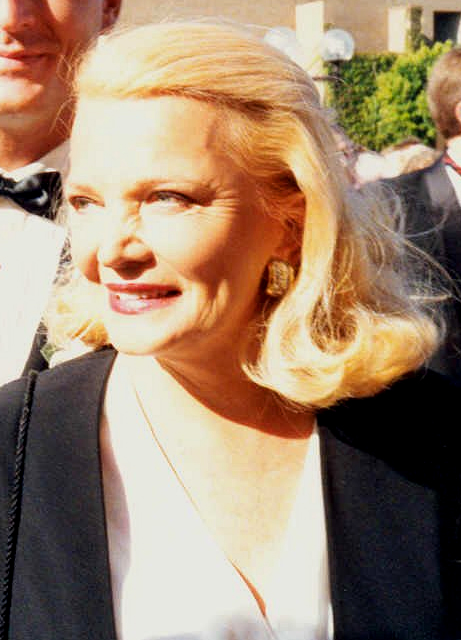
Gena Rowlands, 1992

Virginia Cathryn „Gena“ Rowlands (* 19. Juni 1930 in Madison, Wisconsin; † 14. August 2024 in Indian Wells, Kalifornien) war eine US-amerikanische Schauspielerin. Insbesondere durch ihre Auftritte in den Filmen ihres Ehemanns John Cassavetes galt sie als Star des amerikanischen Independentfilms; ihr Schaffen deckte aber auch konventionelleres Hollywood-Kino, Fernsehfilme und -serien sowie Theater ab. So erhielt sie im Laufe ihrer Karriere unter anderem den Silbernen Bären, den Golden Globe, den Emmy Award und einen Ehrenoscar.

## Leben
Gena Rowlands wurde 1930 in Madison als Tochter des Bankiers Edwyn Myrwyn Rowlands und dessen Frau, der Malerin Mary Allen Neal, geboren und wuchs in Cambria, Wisconsin, auf. Im Jahr 1939 wurde Edwyn Rowlands nach Washington, D.C. in ein politisches Amt berufen, und die Familie folgte ihm. Drei Jahre später siedelte die Familie nach Minneapolis um.
Gena Rowlands besuchte die Lee High School und studierte anschließend an der Universität von Wisconsin. Außerdem absolvierte sie eine klassische Schauspielausbildung an der Akademie der dramatischen Kunst in New York City.
Im Jahr 1954 heiratete sie John Cassavetes, den sie an der Akademie in New York kennengelernt hatte. Das Paar bekam drei Kinder, die ebenfalls im Filmgeschäft tätig sind. Nick Cassavetes trat in die Fußstapfen seines Vaters und wurde ebenfalls Regisseur. Alexandra Katherine und Zoe Cassavetes sind beide Schauspielerinnen und Regisseurinnen. Rowlands und Cassavetes blieben bis zu dessen Tod 1989 zusammen.
Gena Rowlands starb im August 2024 im Alter von 94 Jahren in Indian Wells, nachdem sie fünf Jahre lang an der Alzheimer-Krankheit gelitten hatte.

## Karriere
Ihr Bühnendebüt feierte Rowlands im New Yorker Provincetown Playhouse, wo sie als Garderobenfrau angefangen hatte. Bis Ende der 1950er-Jahre spielte sie ausschließlich am Theater, unter anderem am Broadway. Ihr Leinwanddebüt als Vertragsschauspielerin der MGM hatte sie 1958 in José Ferrers High Cost of Loving. Vier Jahre darauf hatte Rowlands die weibliche Hauptrolle in Einsam sind die Tapferen an der Seite von Kirk Douglas. Sie kehrte aber immer wieder zum Theater zurück und begann ab Schatten (1959), häufig unter Regie ihres Ehemannes John Cassavetes in dessen Filmen aufzutreten.
Ihre künstlerische Zusammenarbeit mit Cassavetes erreichte in den 1970er-Jahren einen Höhepunkt, etwa mit Eine Frau unter Einfluß (1974) und Gloria, die Gangsterbraut (1980), die ihr Oscar-Nominierungen als Beste Hauptdarstellerin einbrachten. Für ihren Auftritt in Opening Night (1977) erhielt sie den Silbernen Bären. Insgesamt entstanden zehn gemeinsame Produktionen, an denen häufig auch weitere Familienmitglieder wie Rowlands’ Mutter und ihr Bruder David beteiligt waren. Die innovativen Filme des Ehepaares Cassavetes und Rowlands gelten als filmhistorisch bedeutsam, der Filmhistoriker Richard Brody verglich sie etwa mit der Zusammenarbeit von Jean-Luc Godard und seiner zeitweiligen Ehefrau Anna Karina. Cassavetes und Rowlands hätten das „Schauspiel zu einer Offenbarung“ gemacht, innerhalb der Filme müssen die Figuren hochdramatische Situationen durchstehen.
Ihr Sohn Nick Cassavetes besetzte die Schauspielerin ebenfalls in mehreren seiner Filme, z. B. in Nennen wir es Liebe, mit dem er ein Drehbuch seines verstorbenen Vaters verfilmte, sowie Ein Licht in meinem Herzen. Die bekannteste Zusammenarbeit mit ihrem Sohn erfolgte bei dessen Liebesdrama Wie ein einziger Tag, in dem sie 2004 die Rolle einer Demenzkranken übernahm. Sie drehte auch mit vielen anderen bekannten Regisseuren, so hatte sie die Hauptrolle in Woody Allens Eine andere Frau (1989) und spielte unter Jim Jarmusch in Night on Earth (1991). 1998 spielte sie die Mutter von Sandra Bullock in Eine zweite Chance, im selben Jahr hatte sie auch größere Auftritte in Paulie – Ein Plappermaul macht seinen Weg und The Mighty – Gemeinsam sind sie stark.
Rowlands hatte bereits im Jahr 1954 ihren ersten Auftritt in einer Fernsehserie und wirkte im Laufe der Jahrzehnte als Gastdarstellerin an Serienklassikern wie Bonanza, 77 Sunset Strip, Die Leute von der Shiloh Ranch oder Columbo mit. Für ihre Darstellung der alkoholkranken Präsidentengattin Betty Ford in dem Fernsehfilm The Betty Ford Story (1987) wurde sie mit dem Emmy und dem Golden Globe ausgezeichnet, ihre anderen beiden Emmys bekam sie für die Fernsehfilme Face of a Stranger (1992) und Hysterical Blindness (2003).
Im Jahr 2009 erhielt sie für ihren Gastauftritt als Marge in der Serie Monk (Episode: Mr. Monk And The Lady Next Door) ihre achte und letzte Emmy-Nominierung. Zwei Jahre später stand sie für den ersten mit einem Smartphone gedrehten Spielfilm Olive vor der Kamera. Rowlands stand letztmals 2014 vor der Filmkamera.

## Filmografie (Auswahl)

### Kinofilme
- 1958: The High Cost of Loving
- 1959: Schatten (Shadows)
- 1962: Einsam sind die Tapferen (Lonely Are the Brave)
- 1962: Am schwarzen Fluß (The Spiral Road)
- 1963: Ein Kind wartet (A Child Is Waiting)
- 1967: Der Schnüffler (Tony Rome)
- 1968: Gesichter (Faces)
- 1969: Die Unschlagbaren (Gli intoccabili)
- 1971: Minnie und Moskowitz (Minnie and Moskowitz)
- 1974: Eine Frau unter Einfluß (A Woman Under the Influence)
- 1976: Zwei Minuten Warnung (Two-Minute Warning)
- 1977: Opening Night
- 1978: Das große Dings bei Brinks (The Brink’s Job)
- 1980: Gloria, die Gangsterbraut (Gloria)
- 1982: Der Sturm (Tempest)
- 1984: Love Streams
- 1987: Light of Day – Im Lichte des Tages (Light of Day)
- 1988: Eine andere Frau (Another Woman)
- 1991: Ein charmantes Ekel (Once Around)
- 1991: Night on Earth
- 1991: Ted and Venus
- 1993: Silent Cries
- 1995: Power of Love (Something to Talk About)
- 1995: Die Neonbibel (The Neon Bible)
- 1996: Ein Licht in meinem Herzen (Unhook the Stars)
- 1997: Alles aus Liebe (She’s So Lovely)
- 1998: Paulie – Ein Plappermaul macht seinen Weg (Paulie)
- 1998: Eine zweite Chance (Hope Floats)
- 1998: The Mighty – Gemeinsam sind sie stark (The Mighty)
- 1998: Leben und lieben in L.A. (Playing by Heart)
- 1999: The Weekend
- 2004: Taking Lives – Für Dein Leben würde er töten (Taking Lives)
- 2004: Wie ein einziger Tag (The Notebook)
- 2005: Der verbotene Schlüssel (The Skeleton Key)
- 2006: Paris, je t’aime
- 2007: Broken English
- 2007: Persepolis
- 2011: Olive
- 2012: Yellow
- 2013:	Parts Per Billion
- 2014:	Six Dance Lessons in Six Weeks
- 2017: Unfortunate Circumstances (Kurzfilm)

### Fernsehproduktionen
- 1975: Columbo: Playback (Playback, Fernsehreihe)
- 1978: Liebe vor Gericht (A Question of Love, Fernsehfilm)
- 1979: Strangers: The Story of a Mother and Daughter (Fernsehfilm)
- 1983: Thursday’s Child (Fernsehfilm)
- 1985: Früher Frost (An Early Frost, Fernsehfilm)
- 1987: Eine Frau besiegt die Angst (The Betty Ford Story, Fernsehfilm)
- 1990: Hollywoods Einzelgänger (Hollywood Mavericks, Dokumentation)
- 1991: Das fremde Gesicht (Face of a Stranger, Fernsehfilm)
- 1992: Verrückt vor Liebe (Crazy in Love, Fernsehfilm)
- 1993: Anything for John (Dokumentation)
- 2000: Light Keeps Me Company (Dokumentation)
- 2001: Wild Iris (Fernsehfilm)
- 2003: Broadway: The Golden Age, by the Legends Who Were There (Dokumentation)
- 2002: Hysterical Blindness (Fernsehfilm)
- 2006: Numbers – Die Logik des Verbrechens (NUMB3RS, Fernsehserie, Folge 3x03)
- 2007: Göttlicher Zufall (What If God Were the Sun?, Fernsehfilm)
- 2009: Monk (Fernsehserie, Folge 7x12)
- 2010: Navy CIS (NCIS, Fernsehserie, eine Folge)

## Auszeichnungen

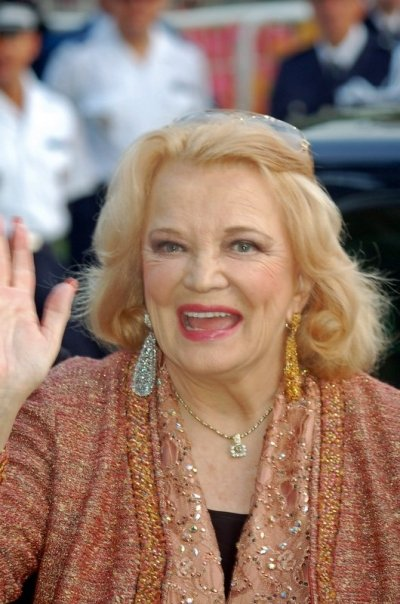
Rowlands 2006 bei den 59. Filmfestspielen von Cannes

- 1975: Golden Globe als Beste Hauptdarstellerin – Drama für Eine Frau unter Einfluß
- 1975: Nominierung für den Oscar als Beste Hauptdarstellerin für Eine Frau unter Einfluß
- 1978: Silberner Bär als Beste Darstellerin auf der Berlinale 1978 für Opening Night
- 1978: Nominierung für den Golden Globe als Beste Hauptdarstellerin – Drama für Opening Night
- 1981: Nominierung für den Oscar als Beste Hauptdarstellerin für Gloria, die Gangsterbraut
- 1983: Nominierung für den Golden Globe als Beste Hauptdarstellerin in einer Mini-Serie oder TV-Film für Thursday’s Child
- 1988: Golden Globe als Beste Hauptdarstellerin in einer Mini-Serie oder TV-Film für The Betty Ford Story
- 1988: Emmy als Beste Schauspielerin für The Betty Ford Story
- 1992: Emmy als Beste Schauspielerin für Face of a Stranger
- 1997: Nominierung für den Screen Actors Guild Award für Ein Licht in meinem Herzen
- 1999: Lone Star Film & Television Award für Eine zweite Chance
- 2003: Emmy als Beste Nebendarstellerin für Hysterical Blindness
- 2004: Satellite Award als Beste Nebendarstellerin für Wie ein einziger Tag
- 2015: Ehrenoscar für ihr Lebenswerk